# Urcel
Urcel är en kommun i departementet Aisne i regionen Hauts-de-France i norra Frankrike. Kommunen ligger  i kantonen Anizy-le-Château som ligger i arrondissementet Laon. År 2022 hade Urcel 539 invånare.

## Befolkningsutveckling
Antalet invånare i kommunen Urcel
Referens: INSEE